# Mairy
Mairy är en kommun i departementet Ardennes i regionen Grand Est (tidigare regionen Champagne-Ardenne) i nordöstra Frankrike. Kommunen ligger  i kantonen Mouzon som ligger i arrondissementet Sedan. År 2018 hade Mairy 278 invånare.

## Befolkningsutveckling
Antalet invånare i kommunen Mairy
Referens: INSEE